# Cerro Challacollo
Cerro Challacollo är ett berg i Bolivia, på gränsen till Chile. Det ligger i den sydvästra delen av landet, 400 km väster om huvudstaden Sucre. Toppen på Cerro Challacollo är 4 773 meter över havet, eller 54 meter över den omgivande terrängen. Bredden vid basen är 1,0 km. Cerro Challacollo ingår i Cordillera Sillajguay.
Terrängen runt Cerro Challacollo är varierad. Trakten runt Cerro Challacollo är nära nog obefolkad, med mindre än två invånare per kvadratkilometer.. 
Omgivningarna runt Cerro Challacollo är i huvudsak ett öppet busklandskap.